# 全国映画演劇労働組合
全国映画演劇労働組合（ぜんこくえいがえんげきろうどうくみあい、略称：全映演（ぜんえいえん）、英語：Japan Motion Picture and Theatrical Worker's Union、略称：JMTW）は、日本の労働組合である。メディア・広告・映画演劇労働組合連合会（メディア労連）を通じて日本労働組合総連合会（連合）に加盟している。

## 略歴・概要
映画・映像・演劇産業関係者の産業別労働組合であり、単一組合である。東宝争議を機に、1947年（昭和22年）5月1日、日本映画演劇労働組合（日映演）東宝支部から分離し、東宝の第二製作部（東宝第二撮影所、後の新東宝、現在の国際放映）に所属する労働者を中心に結成された。
2017年に連合内でメディア関連産別であるメディア労連が結成されたことにより、連合への加盟形態をメディア労連を通じての加盟に変更した。。
現在は、東宝の社員組合である東宝支部を中心に、東宝傘下企業の労働者が支部を構成している。

## 加盟組合
- 東宝支部 - 関西分会、撮影所分会
- TOHOシネマズ支部